# 茨城県道300号磯原停車場線
茨城県道300号磯原停車場線（いばらきけんどう300ごう いそはらていしゃじょうせん）は、茨城県北茨城市内を通る県道で、国道6号とJR常磐線磯原駅とを接続する道路である。

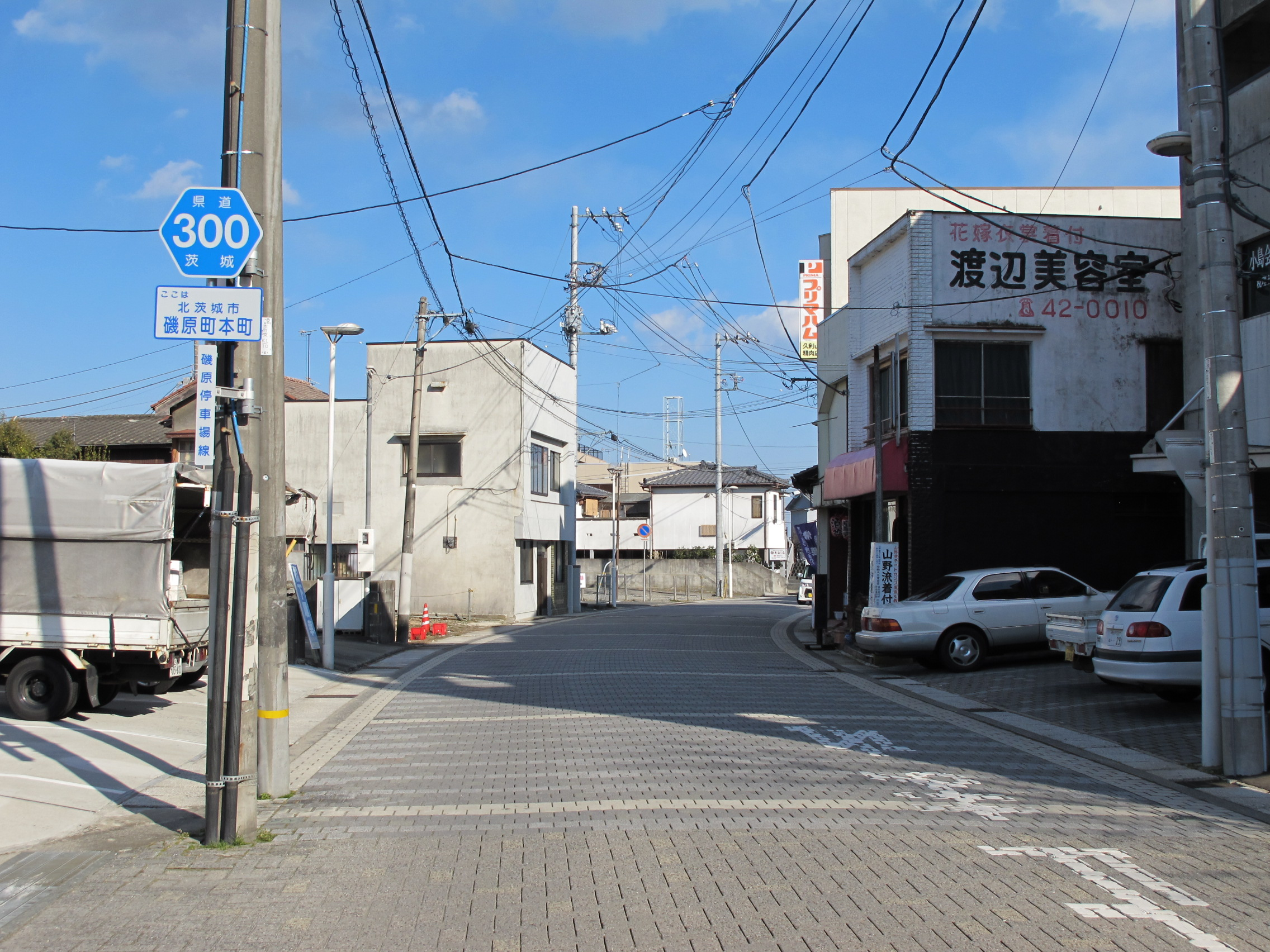
北茨城市磯原町本町　起点
（2013年2月撮影）

## 路線概要
- 起点：北茨城市磯原町本町（磯原駅）[1]
- 終点：北茨城市磯原町本町（国道6号交点）[1]
- 総延長：182 m[2]
- 重用延長：なし[2]
- 未供用延長：なし[2]
- 実延長：182 m[2]
- 自動車交通不能区間延長[注釈 1]：なし[2]

## 歴史
1959年（昭和34年）10月14日、新たな県道として北茨城市磯原町の磯原停車場を起点とし、一級国道六号線（現、国道6号）交点を終点とする区間を本路線とする県道磯原停車場線として茨城県が県道路線認定した。
1995年（平成7年）に整理番号300となり現在に至る。

### 年表
- 1897年（明治30年）2月25日：磯原駅が開業する。
- 1920年（大正9年）4月1日：現在の路線の前身である磯原停車場線が路線認定される[3]。
- 1959年（昭和34年）10月14日
現在の路線が路線認定される（図面対照番号126）[4]。道路の区域は、北茨城市磯原町の磯原停車場から北茨城市磯原町の一級国道六号線交点までと決定された[1]。
- 1995年（平成7年）3月30日：整理番号が整理番号185から現在の番号（整理番号300）に変更される[5]。

## 地理

### 通過する自治体
- 茨城県北茨城市

### 交差する道路
- 国道6号

### 沿線
- JR常磐線 磯原駅